# Ondřej Soldán
Ondřej Soldán (* 24. srpna 1991 Kroměříž) je český muzikant a básník. 

## Život
Tvorbě se začal věnovat na gymnáziu, kde založil punk rockovou kapelu Sociální Případ. Stal se její ústřední postavou a za necelé čtyři roky existence vydali dvě demo nahrávky a jedno debutové album. Po odchodu z gymnázia se Sociální Případ rozpadá a nastává období, kdy začíná psát poezii. V roce 2013 vychází první básnická sbírka 10+10=40, která vznikla ve spolupráci s malířkou Markétou Bábkovou. Téhož roku také stojí u založení indie rockové kapely Tonecat. Ta se krátce na to rozpadá, ale zanechá za sebou EP "How the boys feel, when they are jilted".
V roce 2014 se Ondřej Soldán vydává na sólovou dráhu a nahrává své první sólové demo. Zároveň s tím začíná koncertovat v sólo akustické formě a na podzim roku 2014 vydává druhou básnickou sbírku Nomád. Některé básně ze sbírky Nomád dostaly na jaře roku 2015 ocenění v soutěži Poetizer. Ondřej Soldán dosud žádnou další knihu nevydal, avšak nepravidelně publikuje své texty na internetových portálech či sociálních sítích.
Sólové debutové album Hejsek nahrál v roce 2015 a následně s Hejsek tour objel celou Českou republiku. Stále pravidelně koncertuje. Žije a tvoří v Brně.

## Diskografie
- Sociální Případ: Hledá se Demo (2008)
- Sociální Případ: Sociální Případ (2009)
- Sociální Případ: Skrytý význam (2010)
- Tonecat: How the boys feel, when they are jilted (2014)
- Ondřej Soldán: Demo (2014)
- Ondřej Soldán: Hejsek (2015)

## Ocenění
- Čtvrtfinále Líheň (2017)
- Semifinále Folky Tonk (2017)
- 3. místo v soutěži Poetizer (2015)